# مدیریت شرایط اضطراری

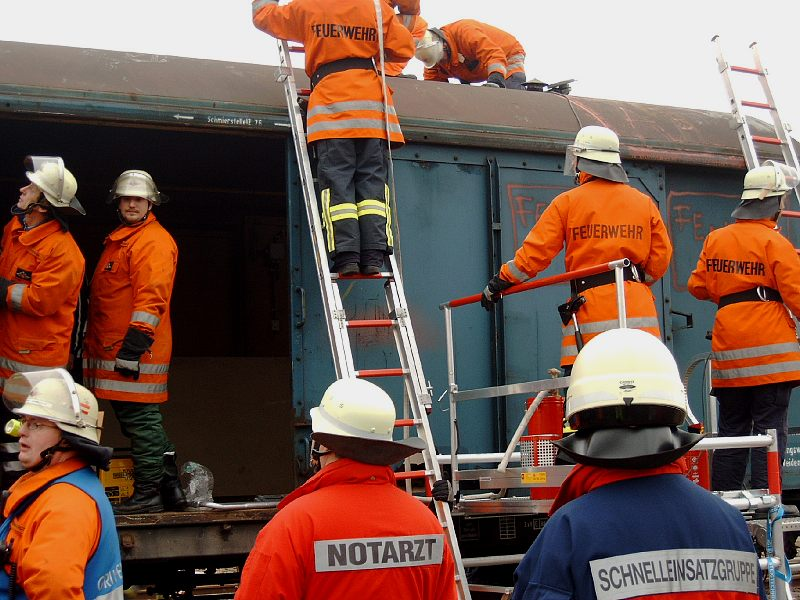
تمرین حفاظت مدنی در کارلسروهه آلمان

مدیریت شرایط اضطراری علم و سیستمی است که هدف آن ایجاد چارچوبی است که در آن جوامع آسیب‌پذیری نسبت به خطرات را کاهش داده و با بلایا مقابله کنند.